# Saribakti
Saribakti is een bestuurslaag in het regentschap Garut van de provincie West-Java, Indonesië. Saribakti telt 5148 inwoners (volkstelling 2010).